# Franciscus Harmes

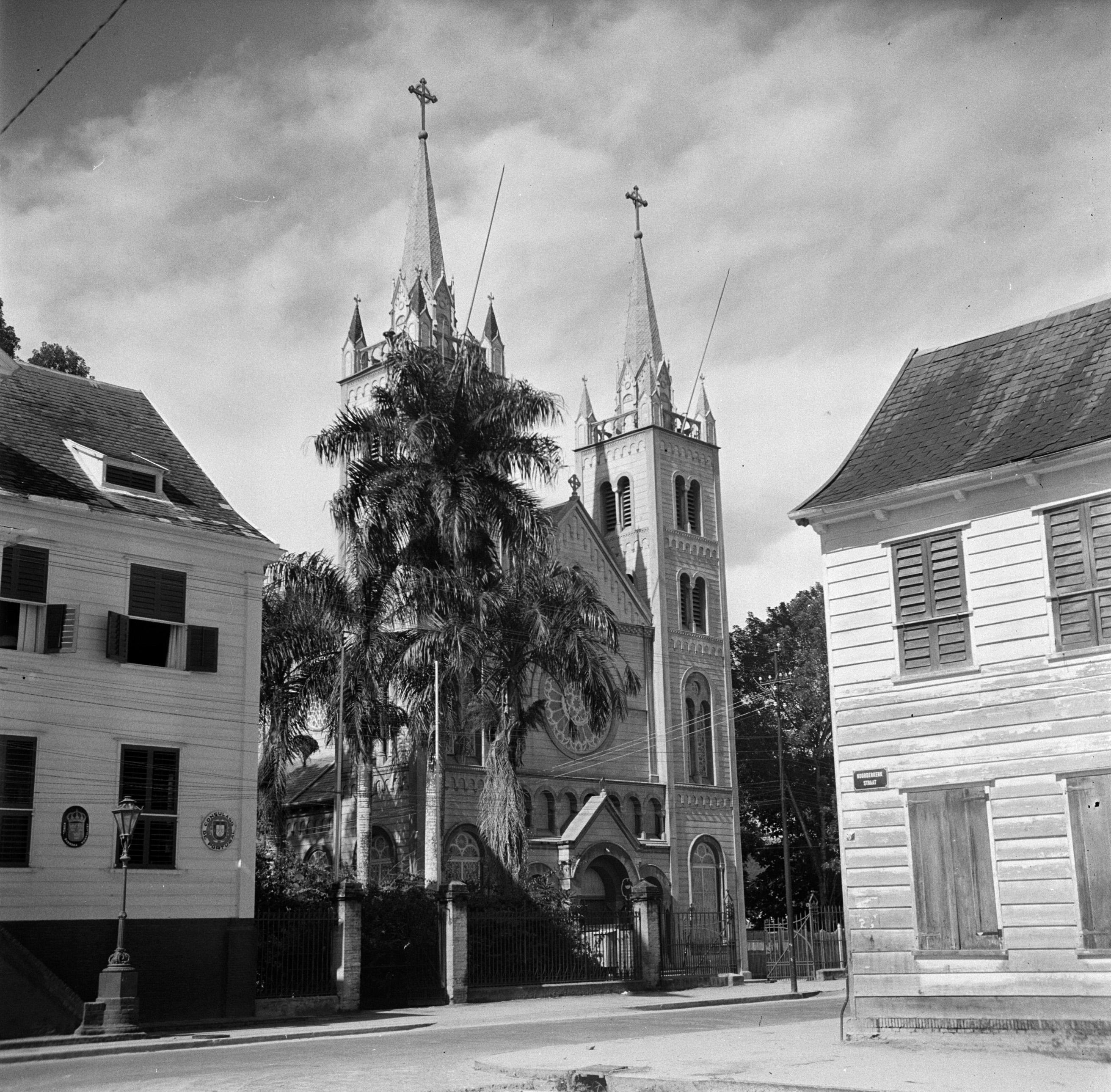
De P&P kerk aan de Gravenstraat (1947)

Franciscus Joseph Leonardus Harmes, ook wel Frater Frans (Venlo, 25 januari 1835 - Paramaribo, 6 juli 1894) was een geestelijke van de Rooms-Katholieke Kerk en architect van verschillende kerkgebouwen in Suriname, waaronder de houten kathedraal van Paramaribo.
Frans Harmes ontving op 22-jarige leeftijd in Amsterdam zijn 'religieuze kleed'. Drie jaar later, in 1860, legde hij binnen de orde der redemptoristen in Den Bosch zijn 'religieuze beloften' af. In 1866 wees de paus de missie in Suriname aan dezelfde redemptoristen toe. Omdat Harmes van beroep timmerman en schrijnwerker was stuurden zijn oversten hem naar Suriname, waar onder de katholieken behoefte was aan zijn vakkennis. Op 24 november 1866 arriveerde frater Harmes in Paramaribo, samen met de paters Bakker, Verbeek en Baptist.
In 1869 richtte Harmes de 'missietimmerloods' op, een bedrijf dat zorgde voor de uitvoering van alle R.K. bouwwerken. Hij zette bij de bouw jongens in van de Katholieke scholen, die door hem werden opgeleid tot timmerman en metselaar. Alle kerken en gebouwen van de R.K. missie in Suriname zijn vanaf dat moment onder Harmes' toezicht en leiding tot stand gekomen. Meest bekend is de Sint-Petrus-en-Pauluskerk in Paramaribo, feitelijk een herbouw, die gereed kwam in 1887. De kerk vertoont enige gelijkenis met het stadhuis van Harmes' geboorteplaats Venlo. Met de officiële instelling van het Bisdom Paramaribo in 1958 werd de P&P kerk verheven tot kathedraal. Andere 'Harmes-kerken' in Suriname zijn gebouwd in de districten Coronie (Burnside, Welgelegen, Mary's Hope), in Commewijne (plantage Buitenrust), in Para (plantage De Vierkinderen), in Nickerie (St. Joseph-kerk te Nieuw-Nickerie) en in Paramaribo (de kerken St. Bonifatius en St. Alphonsus).
'Frater Frans' verbleef in totaal 24 jaar in Suriname. Op vrijdagavond 6 juli 1894 overviel hem een flauwte en pijn op de borst op het zangkoor van de Sint-Petrus-en-Pauluskerk. Hij overleed dezelfde avond in de pastorie van deze kerk te midden van zijn confraters.